# Карпани, Альберто
Альберто Карпани (итал. Alberto Carpani; 23 апреля 1956, Павия — 11 мая 2020 Портофино) — итальянский певец известный под псевдонимом Albert One.

## Карьера
Карпани родился в Павии и очень рано стал петь в провинциональной группе. Альберто начал свою карьеру в 1983 году. Его успех пришел с альбомом «Turbo Diesel» для Baby Records в 1984 году, который стал мировым хитом.
В течение своей карьеры он также был продюсером для многих успешных исполнителей.
В 1999 году он достиг успеха с хитом «Sing a Song Now Now». В октябре 2014 года утверждал, что его песня была скопирована в мелодии Дзуккеро.
Он умер в 2020 году в возрасте 64 лет от COVID’а.

## Дискография

### Альбомы
- Everybody (1988)

### Синглы
- No more lies (1982)
- Turbo Diesel (1984)
- Heart on fire (1985)
- Lady O (1985)
- For your love (1986)
- Secrets (1986)
- Hopes & Dreams (1987)
- Everybody (1988)
- Freeboard (1988)
- Visions (1988)
- Loverboy (1989)
- All you want (1993)
- Mandy (1998)
- Sing a song now now (1999)
- Ring the Bell (2000)
- Music (2002)
- Wet Wet Wet (2002)
- Sunshine (2003)
- Stay (2010)
- Sing a song now now 2014 (2014)
- Face to Face (2015)